# George Riashi
George Riashi, né le 24 août 1933 à Kaa-el-Rim au Liban et mort le 28 octobre 2012, est un prélat  de l' Église grecque-catholique melkite du XXe siècle et du début du XXIe siècle.
Riashi est ordonné prêtre en 1965 dans l'ordre basilien de Saint Jean-Baptiste (Ordo Basilianus S. Iohannis Baptistae, Soaritarum Melkitarum). En 1987 il est nommé comme premier évêque de l'éparchie Saint Michel Sydney (en). Le pape Jean-Paul II le nomme en 1995 archevêque de l'archéparchie de Tripoli (Liban). Riashi prend sa retraite en 2010.

## Sources
- Ressource relative à la religion :   - Catholic Hierarchy